# Cratere Voeykov
Voeykov  è un cratere sulla superficie di Marte.